# Obruč
Obruč este o arie protejată (sit de importanță comunitară — SCI) din Croația întinsă pe o suprafață de 2.716,96 ha, integral pe uscat.

## Localizare
Centrul sitului Obruč este situat la coordonatele 45°26′10″N 14°29′02″E / 45.436222°N 14.483933°E.

## Înființare
Situl Obruč a fost declarat sit de importanță comunitară în iulie 2013 pentru a proteja 1 specie de plante și 1 specie de animale.

## Biodiversitate
Situată în ecoregiunile alpină și mediteraneană, aria protejată conține 6 habitate naturale: Pajiști uscate din regiunea submediteraneeană estică (Scorzoneratalia villosae), Pajiști alpine și boreale, Tufărișuri cu Pinus mugo și Rhododendron hirsutum (Mugo-Rhododendretum hirsuti), Pajiști uscate seminaturale și facies de acoperire cu tufișuri pe substraturi calcaroase (Festuco-Brometalia) (* situri importante pentru orhidee), Pante stâncoase calcaroase cu vegetație casmofită, Pajiști alpine și subalpine calcaroase.
La baza desemnării sitului se află mai multe specii protejate:
- plante (1): Aquilegia kitaibelii
- amfibieni (1): Triturus carnifex

Pe lângă speciile protejate, pe teritoriul sitului au mai fost identificate 2 specii de plante.